# 길곡초등학교
길곡초등학교는 대한민국 경상남도 창녕군 길곡면 증산리에 있는 공립 초등학교이다.

## 연혁
- 1925년 4월 1일 길곡공립보통학교(4년제) 개교
- 1938년 4월 1일 길곡공립심상소학교로 개칭
- 1939년 4월 1일 6년제 연장
- 1941년 4월 1일 길곡공립국민학교로 개칭
- 1973년 3월 1일 길곡농협(증산2길 13)에서 현 위치로 이전
- 1980년 4월 1일 병설유치원 개원
- 1994년 3월 1일 오호분교장 편입
- 1999년 3월 1일 오호분교장 통합
- 2011년 11월 24일 길곡체육관, 영어센터 개관
- 2021년 12월 30일 제91회 졸업 (졸업생총수 4,061명)
- 2022년 9월 1일 제28대 김형태 교장 취임
- 2023년 2월 14일 제92회 졸업장 수여식(총 졸업생수 : 4,067)

## 참고 자료
- 길곡초등학교 - 한국교육학술정보원 학교알리미